# Armando Calderón Sol
Armando Calderón Sol, född 24 juni 1948 i San Salvador, död 9 oktober 2017 i Houston, Texas, var, som representant för ARENA-partiet, president i El Salvador från 1994 till 1999.